# Fannia anteroventralis
Fannia anteroventralis är en tvåvingeart som beskrevs av Adrian C. Pont 1977. Fannia anteroventralis ingår i släktet Fannia och familjen takdansflugor. Inga underarter finns listade i Catalogue of Life.